# Smerinthus minor
Smerinthus minor är en fjärilsart som beskrevs av Clayton Dissinger Mell 1937. Smerinthus minor ingår i släktet Smerinthus och familjen svärmare. Inga underarter finns listade i Catalogue of Life.